# Nizar Touzi

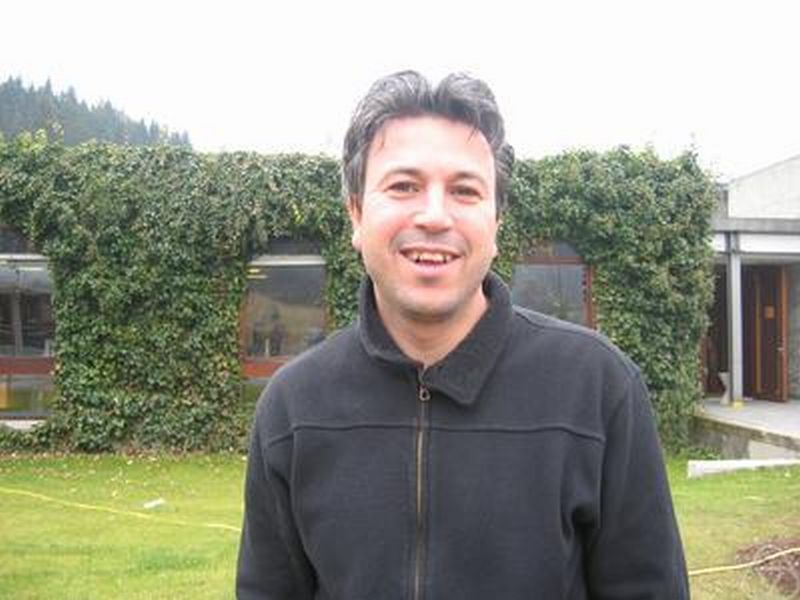
Touzi, Oberwolfach 2008

Nizar Touzi (* 1968 in Tunesien) ist ein tunesisch-französischer Mathematiker, der sich mit Finanzmathematik und stochastischer Analysis befasst.
Touzi  ist Professor an der École polytechnique und an deren Centre de Mathématiques Appliquées (CMAP).
Er war Gastprofessor in Oxford und Toronto (Fields Institute).
Er ist für Resultate bei Kontroll-Problem für stochastische Differentialgleichungen mit Anwendungen auf Derivate bekannt einschließlich der Entwicklung numerischer Methoden.
2010 war er Invited Speaker auf dem Internationalen Mathematikerkongress in Hyderabad (Second Order Backward SDEs, Fully non-linear PDEs, and applications in Finance). 2007 erhielt er den Best Young Researcher Award in Finance des Europlace Institute of Finance und 2012 erhielt er einen Advanced Grant des ERC. 2012 erhielt er den Louis Bachelier Preis.